# Chinatsu Yamamoto
Chinatsu Yamamoto (山本千夏?; Chiba, 12 agosto 1991) è un'ex cestista giapponese.

## Carriera
Con il Giappone ha disputato i Campionati mondiali del 2014 e i Campionati asiatici del 2015.